# Vlkoš (okres Hodonín)
Vlkoš (německy Wlkosch nebo Wilkosch) je obec v okrese Hodonín v Jihomoravském kraji, 4 km jihovýchodně od Kyjova. Severozápadní částí obce protéká potok Hruškovice. Žije zde přibližně 1 000 obyvatel. Od roku 2002 je členem Mikroregionu Nový Dvůr. Sousedí s obcemi Kyjov, Vracov, Kelčany a Skoronice. 

## Název
Jméno vesnice bylo odvozeno od osobního jména Vlkoš (což byla domácká podoba jména Vlk) nebo je s ním přímo totožné a označovalo jeho vlastnictví. Vzhledem k nejstaršímu dokladu (zapsáno Vlkus) není vyloučeno, že základové osobní jméno znělo Vlkuš a později dostalo obvyklejší příponu.

## Historie
O obci Vlkoš se poprvé zmiňuje listina sepsaná v Čejkovicích dne 18. října 1248. Latinsky je zde nazvána Vlkus. Ve znaku má obec na modrém štítu vlka ve skoku, který je zespodu probodnut zlatým šípem se stříbrným hrotem. V horních rozích jsou dva vinné hrozny.

## Samospráva
Zastupitelstvo obce má 9 členů. Voleb do zastupitelstva v říjnu 2010 se účastnilo 533 (tj. 59,69 %) voličů. Ve volbách zvítězila ODS, která získala 19,46 % hlasů a 2 mandáty v zastupitelstvu, dále Sdružení nezávislých kandidátů (17,4 %, 2 mandáty), Sdružení nezávislých kandidátů Vlkoše (16,35 %, 1 mandát), Volba pro Vlkoš (11,2 %, 1 mandát), Sdružení nezávislých kandidátů "Pro Vlkoš" (10,55 %, 1 mandát), Sdružení nezávislých kandidátů "Za lepší Vlkoš" (10,48 %, 1 mandát), Nezávislí občané (8,91 %, 1 mandát), KDU-ČSL (5,94 %, bez mandátu). Starostou byl zvolen Ing. Jiří Flora (ODS) a místostarostou Milan Sluka (Nezávislí občané). Na ustavujícím zasedání zastupitelstva v listopadu 2014 byl starostou zvolen Milan Sluka.
Obec náleží do senátního obvodu č. 79 – Hodonín. Do roku 1960 patřila do okresu Kyjov.
| Rok  | Počet obyvatel | Počet domů |
| ---- | -------------- | ---------- |
| 1869 | 752            | 152        |
| 1880 | 825            | 165        |
| 1890 | 840            | 177        |
| 1900 | 905            | 190        |
| 1910 | 910            | 198        |
| 1921 | 931            | 203        |
| 1930 | 963            | 232        |
| 1950 | 940            | 260        |
| 1961 | 1 038          | 270        |
| 1970 | 1 052          | 284        |
| 1980 | 1 034          | 289        |
| 1991 | 1 077          | 365        |
| 2001 | 1 034          | 353        |
| 2011 | 1 011          | 357        |
| 2021 | 997            | 373        |

## Obyvatelstvo
Při sčítání lidu v roce 2021 se 48,7 % obyvatel přihlásilo k české národnosti a 33,6 % k moravské. 24,5 % se hlásilo k Římskokatolické církvi, 25,6 % bylo bez vyznání a 27,7 % obyvatel vyznání neuvedlo. Průměrný věk byl 43,7 let.

## Doprava
Obcí od roku 1884 prochází železniční trať č. 340, zvaná Vlárská dráha. Ve stanici Vlkoš zastavují pouze osobní vlaky a má tak přímé spojení s Brnem. V roce 1906 byla plánována výstavba trati z Vlkoše do Svatobořic-Mistřína, ovšem ta se neuskutečnila.
Vlkošem vedou autobusové linky č. 664 z Kyjova do Hodonína, č. 665 z Kyjova do Strážnice a č. 666 po trase Kyjov - Vlkoš - Žeravic - Osvětimany
Ve středu obce se kříží silnice I/54, III/42211 od Kelčan a III/4255 od Skoronic. Od železniční stanice vede jižním směrem modře značená turistická trasa přes Vacenovice (5,5 km), Ratíškovice (10 km) a Hodonínskou Doubravu dále.

## Pamětihodnosti
- Kostel Nanebevzetí Panny Marie z let 1770–1780 byl postaven na místě starého a zřícením hrozícího kostela. Největší část stavebních nákladů pokryl Ludvík Serényi, který byl tehdy proboštem v Olomouci. Dal se proto po své smrti v roce 1780 pohřbít v hrobce pod kostelem. Za druhé světové války byl kostel těžce poškozen (56 zásahů).
- Barokní kaple sv. Jana z 2. poloviny 18. století
- Military muzeum generála Sergěje Jana Ingra. Každoročně v létě pořádá Den vojenských tradic.[12]
- 12 lip malolistých v různých částech obce chráněných jako památné stromy (2 lípy U Svatého Gerarda, 6 lip severně od obce podél polní cesty, v lokalitě U Tří Svatých s obvodem kmenů od 160 cm do 488 cm a 4 lípy na severovýchodním okraji obce u polní cesty)
- Vinné sklepy. Spolek Přátelé Achtele zde každoročně pořádá kulturní akci Sklepy dokořán[13]

## Osobnosti
- Sergěj Ingr (1894–1956), československý generál a ministr obrany exilové vlády, Sergěji Ingrovi je věnována hlavní expozice místního muzea.[14]
- Josef Krist (1868–1950), zemský poslanec
- Karel Macháček (1916–2005), vojenský lékař[15][16]
- Marie Pospíšilová (*1944), československá atletka, v roce 1966 získala na evropských halových hrách v Dortmundu bronzovou medaili v běhu na 800 metrů.[17]
- Zdeněk Vítek (1913–1958), lékař , za druhé světové války sloužil v československé armádě v Anglii.

## Spolky
- Military muzeum generála Sergěje Jana Ingra
- TJ Sokol Vlkoš, o. s.
- Občanské sdružení Přátele Achtele Kontakt
- Sbor dobrovolných hasičů Vlkoš
- Občanské sdružení 'Krušpánek'
- Dechová hudba 'Vlkošáci'
- Klubovna Vlci v akci
- Farnost Vlkoš
- Komorní pěvecké sdružení 'Kalíšek'
- Kynologický klub Vlkoš
- Myslivecké sdružení 'Chrast Vlkoš'
- Základní organizace chovatelů poštovních holubů Vlkoš

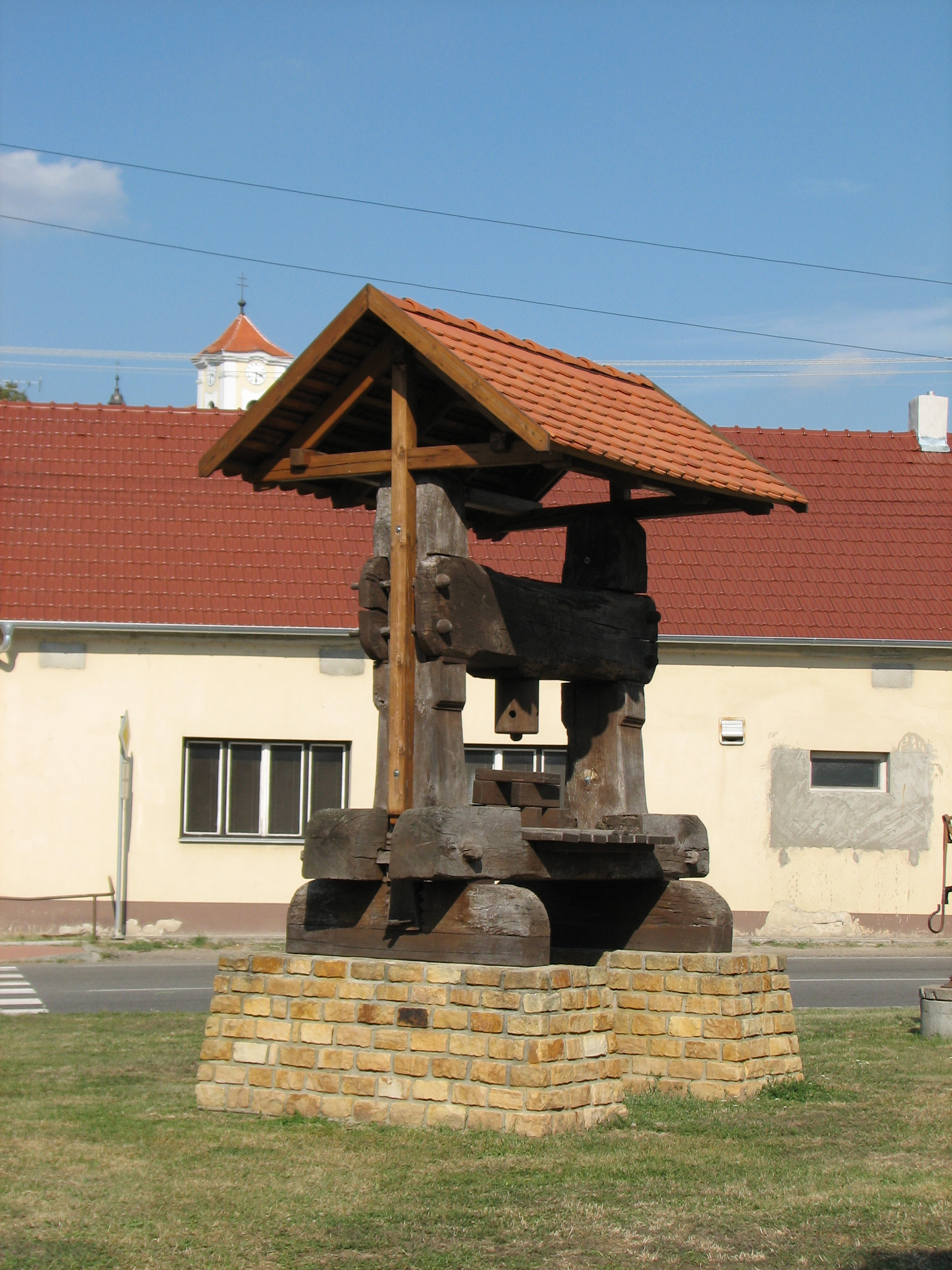
Vinařský lis
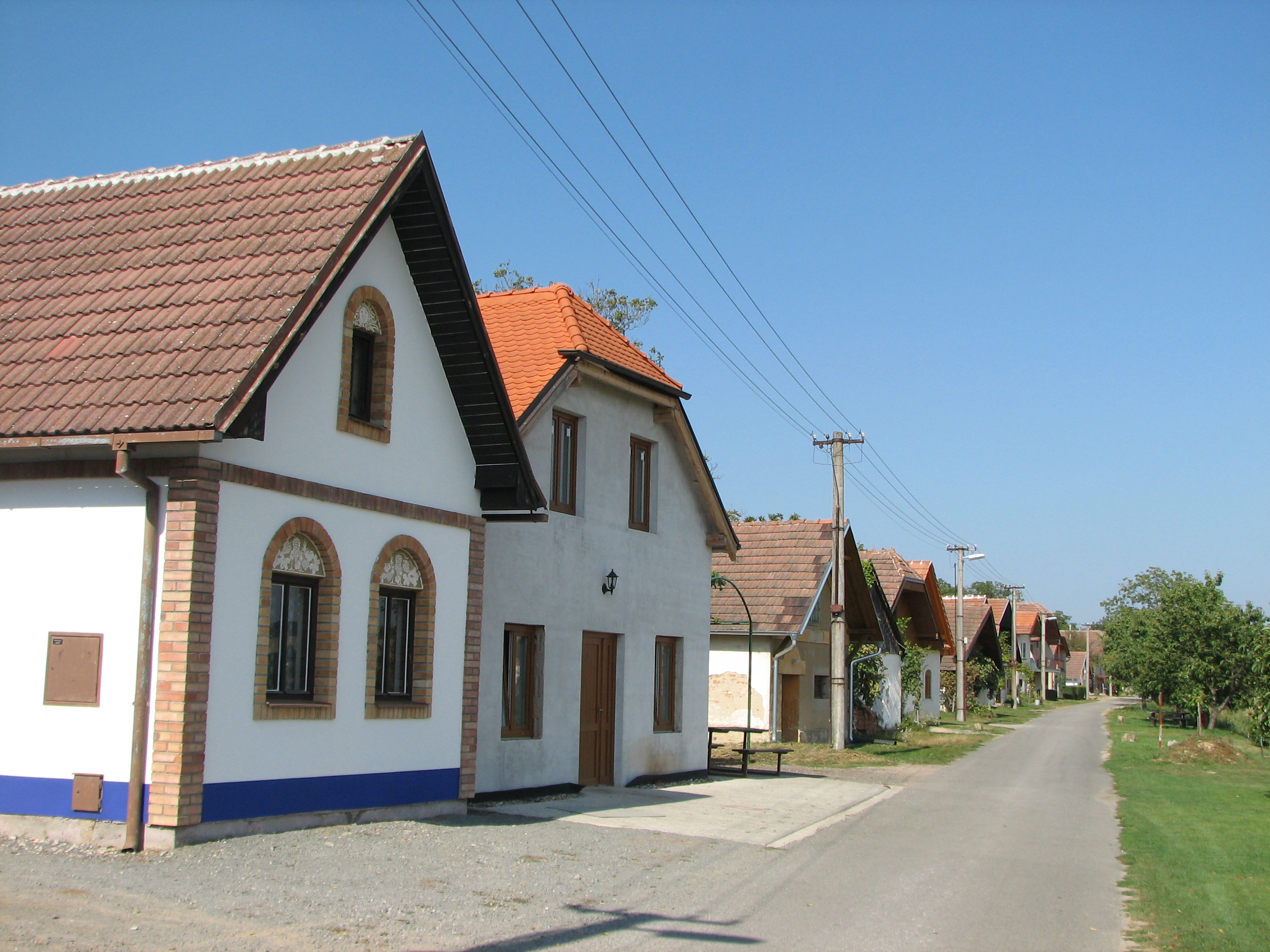
Vinařské búdy
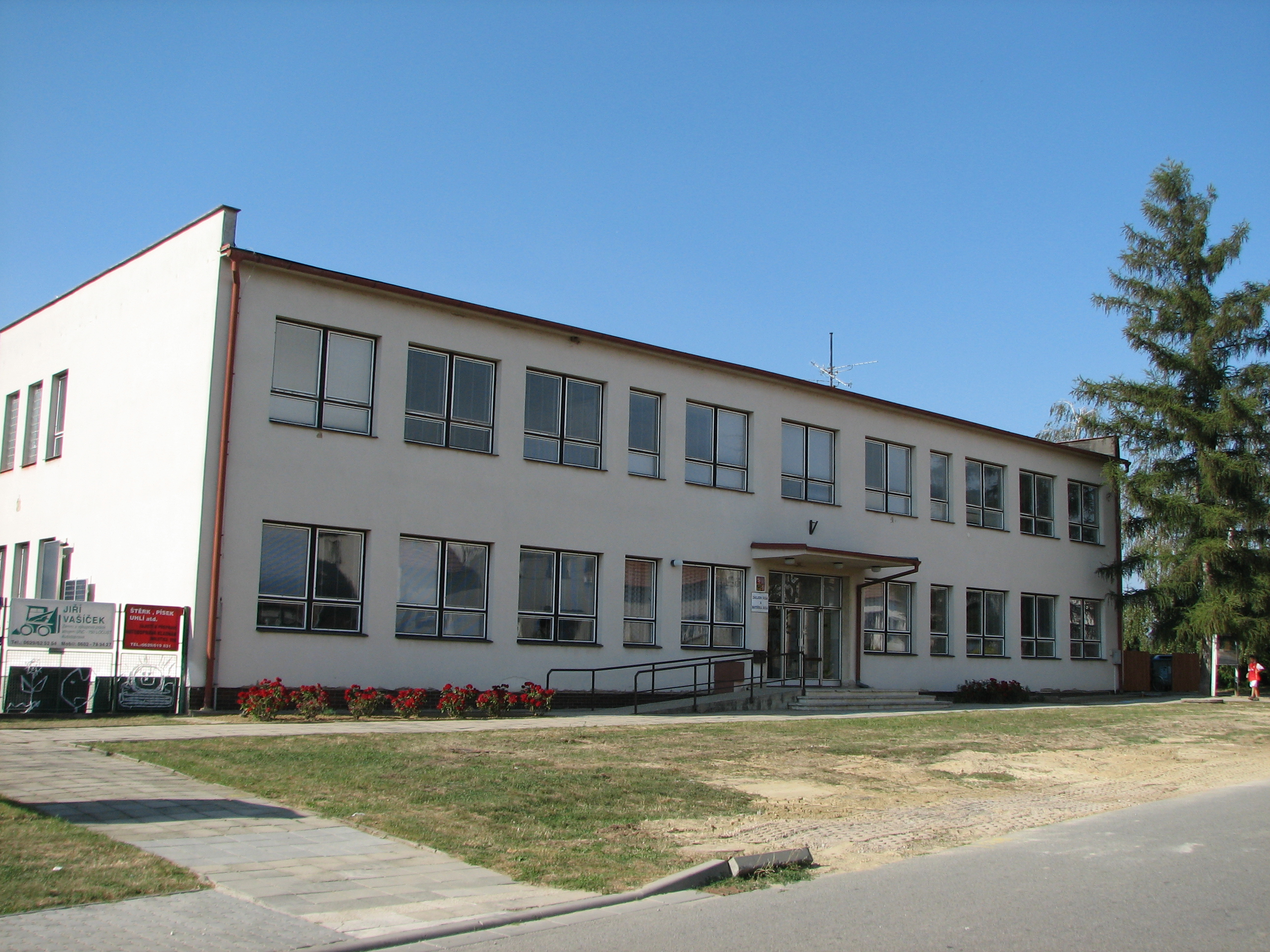
Základní škola
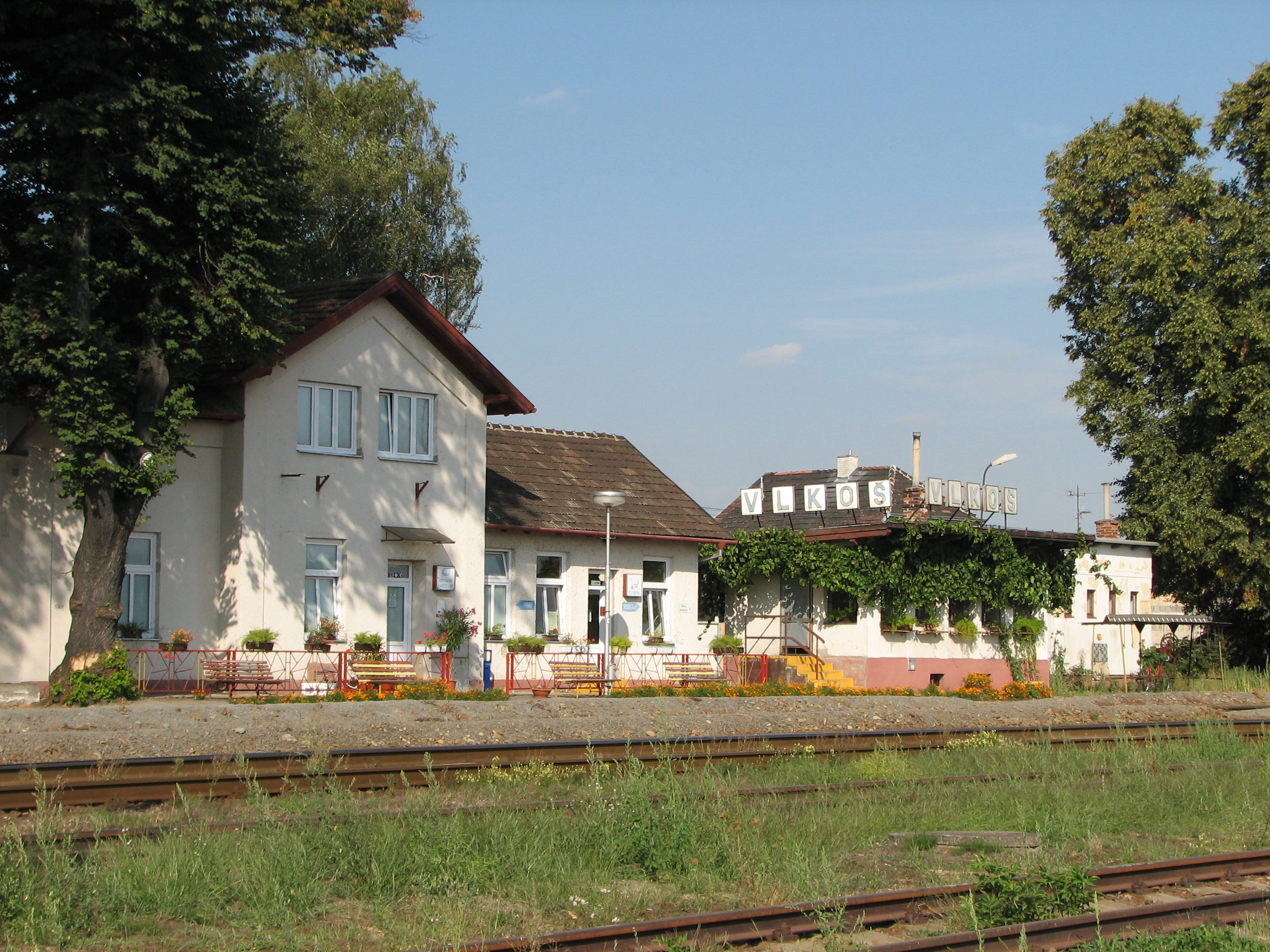
Nádraží